# Ferry III de Lorraine
Pour les articles homonymes, voir Ferry de Lorraine.
Ferry III de Lorraine né vers 1240, mort le 31 décembre 1303 à Nancy, est duc de Lorraine de 1251 à 1303.

## Famille
Il est fils aîné du duc Mathieu II et de Catherine de Limbourg.

## Biographie
Il n'a que 11 ans à la mort de son père (février 1251) et la régence est assumée par sa mère. Il devient majeur à 15 ans (âge requis en Lorraine pour ne plus être sous tutelle), le 24 mars 1255.
En 1255, il épouse Marguerite de Champagne (1244-1307), fille de Thibaut Ier de Navarre, comte de Champagne et roi de Navarre et de sa troisième femme Marguerite de Bourbon. Ce mariage marque le début de l'influence française en Lorraine, d'autant que la nièce de Marguerite, Jeanne, épouse en 1284 le futur roi de France Philippe le Bel. Cette nouvelle influence contrebalance l'influence germanique, à une époque où le Saint-Empire est en crise, et permet à la Lorraine de devenir de fait un État indépendant mais aboutit au rattachement à la France en 1766.
Durant son règne, il combat souvent les évêques de Metz au point que le pape Clément IV doit l'excommunier et frapper le duché d'Interdit pour mettre fin à ses menées belliqueuses. Il édifie le château médiéval de Frouard  bien plus tard détruit sous les ordres de Richelieu.
Ferry III est excommunié à deux reprises et est menacé d'une troisième excommunication.
- Alors que sa mère était régente, elle prend parti pour les bourgeois de Toul en révolte contre leur évêque, avec l'idée de prendre le contrôle de Toul ; elle est excommuniée ainsi que son fils Ferry III. Cette excommunication est levée au décès de la duchesse (1255).
- Le 29 juillet 1267, il est excommunié par le pape Clément IV car, dans ses querelles avec l'évêque de Metz, ses troupes ont causé des dommages sur les terres de l'abbaye de Remiremont et, malgré les protestations des abbesses, Ferry III ne répare pas ses torts.
- En février 1283, il est menacé d'excommunication : à la mort de l'abbesse Agnès de Salm, il profite des querelles entre les franc-comtoises et les lorraines de l'abbaye de Remiremont pour entreprendre la construction d'une forteresse à Plombières sur des terres appartenant exclusivement à l'abbaye. Les abbesses s'en plaignent au pape[3],[N 1] et celui-ci menace Ferry III d'excommunication s'il ne répare pas ses torts.
- Le 30 avril 1291, alors que le duc a ignoré cette menace, la sentence devient effective et doit être publiée dans les églises du duché ; le doyen de Besançon demande même que cesse le service divin et qu'on déterre les morts inhumés dans les cimetières après l'application de cette sentence. Toute activité religieuse cessant dans le duché, Ferry III se soumet et signe avec l'abbaye, le 18 juillet 1295, un « traité de paix » surnommé « l'Échappenoise ».

En 1257, les Électeurs du Saint-Empire se réunissent en diète à Francfort afin de trouver un successeur à Guillaume de Hollande. Ils ne réussissent pas à se mettre d'accord et désignent deux rois des Romains, Alphonse X de Castille et Richard de Cornouailles. Ferry est un partisan d'Alphonse, mais il y a peu de combats et après la mort des deux prétendants, Rodolphe Ier de Habsbourg est élu en 1273.
Souhaitant s'appuyer sur la bourgeoisie urbaine pour affermir son emprise sur ses suzerains, il accorde des franchises aux principales villes de son duché : Nancy, Neufchâteau, Longwy. Cette politique lui attire de solides rancunes. Alors qu'il revient d'une chasse dans les bois de Laxou, Adrian des Armoises, seigneur de Maxéville le capture et l'enferme dans son château. Des années plus tard il parvient à faire parvenir sa bague à la duchesse Marguerite par l'intermédiaire d'un charpentier chargé d'entretenir le toit de sa prison. Celle-ci envoie une troupe de soldats libérer son époux - Adrian des Armoises libère le duc sans combattre.
Mort le 31 décembre 1303, il est enterré à l'abbaye de Beaupré.

## Mariage et enfants
Il épouse en 1255 Marguerite de Champagne, fille de Thibaut Ier, roi de Navarre et comte de Champagne ; et de Marguerite de Bourbon. Ils ont sept, ou huit, enfants connus :
- Thiébaut II de Lorraine (1263 † 1312), duc de Lorraine[1] ;
- Mathieu († 1282), seigneur de Beauregard[1] ;
- Ferry de Lorraine († 4 juin 1299), prévôt de Saint-Dié, puis évêque d'Orléans (1297-1299)[4],[N 2] ;
- Ferry de Lorraine, dit de Plombières († entre 8 juin 1317 et 20 octobre 1318), chevalier, seigneur de Plombières, de Romont et de Brémoncourt, marié à Marguerite de Blâmont, fille de Henri de Blâmont-Salm, puis à Isabelle de Pulligny[1], dont :
  - Jacques de Lorraine († apr. juin 1321), seigneur de Brémoncourt,
  - Gérard de Lorraine, cité en 1317,
  - Elise (Hélisent) de Lorraine († apr. 3 juillet 1320), épouse (av. 3 juillet 1320) Wauthier de Vic-sur-Seille, écuyer ;
- Isabelle de Lorraine (1272 - 11 mai 1335), mariée en 1287 à Louis III († 1296), duc de Basse-Bavière. Elle est ensuite fiancée à Henri de Sully (dispense papale du 6 décembre 1298) ; puis de nouveau fiancée (dispense papale du 13 août 1299) à Frédéric IV de Nuremberg († 19 mai 1332). Enfin elle épouse en secondes noces en février 1306 Henri III de Vaudémont († 1348), comte de Vaudémont[5], fils de Henri II comte de Vaudémont et de sa femme Hélisende de Vergy († av. août 1312)[6] ;
- Catherine de Lorraine († apr. 13 mars 1316), dame de Romont, mariée en 1290 à Conrad III de Fribourg († 1350), comte de Fribourg-en-Brisgau[1] ;
- Agnès de Lorraine ? († av. 1275 ?)[N 3], mariée à Jean II († 1302), sire d'Harcourt. Elle est la première femme de Jean d'Harcourt[1] ;
- Madeleine (de Lorraine ?)[N 3], qui devient la première femme de Eberhard Ier de Wurtemberg († 1325)[1].

Ferric III a aussi quatre enfants illégitimes, de mère inconnue :
- Jean dit de Neuviller ou de Toul († 1295), dont descendance ;
- Colin ;
- Isabelle ;
- Marguerite[1].